# Pak Phanang (huyện)
Pak Phanang (tiếng Thái: ปากพนัง) là một huyện (amphoe) của tỉnh Nakhon Si Thammarat, miền nam Thái Lan.

## Lịch sử
Trong cuộc cải cách hành chính thesaphiban, huyện được lập năm 1895 với tên Bia Sad (เบิ้ยซัด). Ngày 22 tháng 3 năm 1903, tên gọi được đổi thành Pak Phanang,.
Ngày 25 tháng 10 năm 1962, cơn bão nhiệt đới đã tràn qua huyện này, bán đảo  Talumphuk thấp ở phía bắc huyện bị phá hủy nặng nề, làm 1000 người chết và nhiều người màn trời chiếu đất.

## Địa lý
Các huyện giáp ranh (từ phía nam theo chiều kim đồng hồ) là Hua Sai, Chian Yai, Chaloem Phra Kiat và Mueang Nakhon Si Thammarat. Phía đông là vịnh Thái Lan.

## Hành chính
Huyện này được chia thành 18 phó huyện (tambon), các đơn vị này lại được chia ra thành 133 làng (muban). Pak Phanang là thị xã (thesaban mueang) nằm trên toàn bộ tambon Pak Phanang và một phần của tambon Hu Long, Pak Phanang Fang Tawan Tok, Pak Phanang Fang Tawan Ok và Bang Phra. Có 17 Tổ chức hành chính tambon.
| \| STT \| Tên \| Tên tiếng Thái \| Số làng \| Dân số \| \| \| --- \| -------------------------- \| --------------- \| ------- \| ------ \| \| \| 1. \| Pak Phanang \| ปากพนัง \| - \| 13.068 \| \| \| 2. \| Khlong Noi \| คลองน้อย \| 19 \| 12.002 \| \| \| 3. \| Pa Rakam \| ป่าระกำ \| 11 \| 4.780 \| \| \| 4. \| Chamao \| ชะเมา \| 7 \| 3.666 \| \| \| 5. \| Khlong Krabue \| คลองกระบือ \| 13 \| 6.609 \| \| \| 6. \| Ko Thuat \| เกาะทวด \| 8 \| 5.614 \| \| \| 7. \| Ban Mai \| บ้านใหม่ \| 8 \| 4.021 \| \| \| 8. \| Hu Long \| หูล่อง \| 7 \| 6.071 \| \| \| 9. \| Laem Talumphuk \| แหลมตะลุมพุก \| 4 \| 2.251 \| \| \| 10. \| Pak Phanang Fang Tawan Tok \| ปากพนังฝั่งตะวันตก \| 4 \| 9.444 \| \| \| 11. \| Bang Sala \| บางศาลา \| 9 \| 2.735 \| \| \| 12. \| Bang Phra \| บางพระ \| 4 \| 6.559 \| \| \| 13. \| Bang Taphong \| บางตะพง \| 4 \| 1.159 \| \| \| 14. \| Pak Phanang Fang Tawan Ok \| ปากพนังฝั่งตะวันออก \| 8 \| 11.648 \| \| \| 15. \| Ban Phoeng \| บ้านเพิง \| 8 \| 3.330 \| \| \| 16. \| Tha Phaya \| ท่าพยา \| 10 \| 5.274 \| \| \| 17. \| Pak Phraek \| ปากแพรก \| 9 \| 3.885 \| \| \| 18. \| Khanap Nak \| ขนาบนาก \| 10 \| 5.389 \| \| | Map of Tambon              |                 |         |        |  |
| STT | Tên                        | Tên tiếng Thái  | Số làng | Dân số |  |
| 1. | Pak Phanang                | ปากพนัง          | -       | 13.068 |  |
| 2. | Khlong Noi                 | คลองน้อย         | 19      | 12.002 |  |
| 3. | Pa Rakam                   | ป่าระกำ          | 11      | 4.780  |  |
| 4. | Chamao                     | ชะเมา           | 7       | 3.666  |  |
| 5. | Khlong Krabue              | คลองกระบือ       | 13      | 6.609  |  |
| 6. | Ko Thuat                   | เกาะทวด         | 8       | 5.614  |  |
| 7. | Ban Mai                    | บ้านใหม่          | 8       | 4.021  |  |
| 8. | Hu Long                    | หูล่อง            | 7       | 6.071  |  |
| 9. | Laem Talumphuk             | แหลมตะลุมพุก      | 4       | 2.251  |  |
| 10. | Pak Phanang Fang Tawan Tok | ปากพนังฝั่งตะวันตก  | 4       | 9.444  |  |
| 11. | Bang Sala                  | บางศาลา         | 9       | 2.735  |  |
| 12. | Bang Phra                  | บางพระ          | 4       | 6.559  |  |
| 13. | Bang Taphong               | บางตะพง         | 4       | 1.159  |  |
| 14. | Pak Phanang Fang Tawan Ok  | ปากพนังฝั่งตะวันออก | 8       | 11.648 |  |
| 15. | Ban Phoeng                 | บ้านเพิง          | 8       | 3.330  |  |
| 16. | Tha Phaya                  | ท่าพยา           | 10      | 5.274  |  |
| 17. | Pak Phraek                 | ปากแพรก         | 9       | 3.885  |  |
| 18. | Khanap Nak                 | ขนาบนาก         | 10      | 5.389  |  |